# Lorenzo Picolet
Lorenzo Picolet (La Rochette, 14 marzo 1790 – ...) è stato un magistrato e politico italiano.